# Балларин, Альдо
Альдо Балларин (итал. Aldo Ballarin; 10 января 1922, Кьоджа, Венето, Италия — 4 мая 1949, Суперга, Турин) — итальянский футболист, играл на позиции защитника. Выступал за национальную сборную и «Торино», ведущий итальянский клуб того времени.

## Спортивная карьера
Представитель футбольной семьи, его младшие братья также были профессиональными футболистами. Брат Сержио выступал за несколько команд, наиболее известной среди является «Пьяченца». Другой брат Дино защищал цвета «Торино».
Сам Альдо во взрослом футболе дебютировал в 1939 году за команду «Ровиго». За два сезона провел 36 матчей. Во время Второй мировой войны играл в составе команд «Триестина» и «Венеция». В 1945 году перешёл в клуб «Торино», за который отыграл 4 сезона. На протяжении всего времени был основным игроком защиты команды. За это время четыре раза завоевывал титул чемпиона Италии.
В составе национальной команды дебютировал 11 ноября 1945 года, в Цюрихе итальянцы сыграли вничью с командой Швейцарии (4:4). В первые послевоенные годы клуб «Торино» являлся базовым клубом сборной и в каждом матче национальной команды выходило 6-8 его представителей.
Так, на игру против венгров, 11 мая 1947 года, на поле вышли сразу десять футболистов клуба и голкипер «Ювентуса» Лучидио Сентименти (полевые игроки: Балларин, Марозо, Грецар, Ригамонти, Кастильяно, Менти, Лоик, Габетто, Маццола и Феррарис).
Всего, до марта 1949 года, в составе итальянской сборной провел девять товарищеских матчей.
Весной 1949 года руководство туринского клуба приняло приглашение от португальского гранда, «Бенфики», принять участие в товарищеской игре в честь одной из крупнейших тогдашних звезд лиссабонского клуба, Франсишку Феррейры. Игра состоялась 3 мая 1949 года в Лиссабоне и завершилась поражением итальянцев со счетом 3:4. На следующий день команда «Торино», работники клуба и журналисты вылетели домой рейсом Лиссабон—Барселона—Турин.
Близ Савоны самолёт начал снижаться в связи со сложными погодными условиями. Примерно в 17:03 — осуществил поворот для захода на посадку и вскоре столкнулся с каменной оградой базилики Суперга на вершине одноимённой горы, возвышающейся над окрестностями Турина. В результате авиакатастрофы все четыре члена экипажа и 27 пассажиров погибли на месте.
На момент гибели основного состава «Торино», до завершения сезона в Серии A оставалось четыре тура и команда возглавляла чемпионскую гонку. В последних турах, честь клуба защищали игроки молодёжной команды. Все соперники в этих матчах («Дженоа», «Палермо», «Сампдория» и «Фиорентина»), из уважения к погибшим чемпионам, также выставляли на поле молодёжные составы своих клубов. Молодёжная команда «Торино» победила во всех последних играх сезона, одержав таким образом посмертный чемпионский титул для своих товарищей.

## Достижения
- Чемпион Италии (4)[3]:

«Торино»: 1946, 1947, 1948, 1949